# Vannes (Schiff)
Die Vannes ist eine Doppelendfähre der norwegischen Reederei Boreal Sjø.

## Geschichte
Die Fähre wurde von der Reederei Boreal Transport Nord bestellt, aus der 2016 die Reederei Boreal Sjø hervorging. Sie wurde unter der Baunummer 84 auf der Fiskerstrand Verft gebaut. Der Rumpf wurde von der litauischen Werft Western Baltija Shipbuilding in Klaipėda zugeliefert. Die Fähre wurde im Juli 2017 abgeliefert. Sie ist die einzige gebaute Einheit des Typs MM61FE. Der Entwurf stammt vom norwegischen Schiffsarchitekturbüro Multi Maritime in Førde.

## Technische Daten und Ausstattung
Der Antrieb der Fähre erfolgt dieselelektrisch durch zwei Elektromotoren mit jeweils 820 kW Leistung. Die Antriebsmotoren wirken auf jeweils einen Propeller an den beiden Enden der Fähre. Für die Stromerzeugung stehen vier von Scania-Dieselmotoren des Typs DI16 090M mit jeweils 510 kW Leistung angetriebene Generatoren zur Verfügung. Die Dieselmotoren können mit Biodiesel betrieben werden.
Das Schiff verfügt über ein durchlaufendes Fahrzeugdeck. Das Fahrzeugdeck ist 62,4 m lang. Es bietet Platz für 50 Pkw. Die maximale Achslast beträgt 15 t. Das Fahrzeugdeck ist von beiden Seiten über Rampen zugänglich. An beiden Enden der Fähre befinden sich nach oben aufklappbare Visiere.
Das Fahrzeugdeck ist zu einem großen Teil von den Decksaufbauten überbaut. Oberhalb des Fahrzeugdecks befindet sich das Deck mit den Einrichtungen für die Passagiere mit offenen Decksbereichen an beiden Enden. Darüber befindet sich das Deck mit den Einrichtungen für die Schiffsbesatzung sowie verschiedene Betriebsräume. Oberhalb dieses Decks befindet sich ein weiteres Deck mit Betriebsräumen, auf das mittig die Brücke aufgesetzt ist.